# Никодин Исиянов
Никодин Исиянов е български и югославски строител от XX век.

## Биография
Никодин Исиянов е роден в западномакедонското дебърско мияшко село Битуше, тогава в Османската империя. Има своя тайфа, с която строи множество обществени и частни сгради. С тайфата си строи в Беране и Колашин, Черна гора. В Беране построява гимназията и Дома на трезвениците, а в Колашин построява гимназията и основното училище.